# Мери Пууви
Мери Пууви (на английски: Mary Poovey) е американска културна историчка и литературна теоретичка, чиито изследвания са съсредоточени върху Викторианската епоха. Самюъл Рудин професор по хуманитаристика в Нюйоркския университет и директор на Института по история на науката там.

## Биография
Мери Пууви получава бакалавърска степен по англицистика в колежа Обърлин (1972) и магистратура в Университета на Вирджиния (1973), където защитава докторат по англицистика (1976). Преподава в Университета „Джонс Хопкинс“, колежа Суортмор и Йейлския университет.

## Отличия
На 30 януари 2015 г. получава почетната степен почетен доктор на Факултета по социални науки на Университета в Упсала, Швеция.